# سه دختر زرنگ
سه دختر زرنگ (انگلیسی: Three Smart Girls) فیلمی در ژانر کمدی رمانتیک و موزیکال به کارگردانی هنری کاستر است که در سال ۱۹۳۶ منتشر شد.

## بازیگران
- ری میلند
- دیانا دربین
- بینی بارنز
- آلیس بردی
- میشا آور
- لوسیل واتسون
- ادموند مورتیمر
- هوبرت کواناوگه
- جویس کامپتون
- لین چندلر
- نلا واکر
- جان کینگ